# Panaon
Panaon è una municipalità di quinta classe delle Filippine, situata nella Provincia di Misamis Occidental, nella Regione del Mindanao Settentrionale.
Panaon è formata da 16 baranggay:
- Baga
- Bangko
- Camanucan
- Dela Paz
- Lutao
- Magsaysay
- Map-an
- Mohon
- Poblacion
- Punta
- Salimpuno
- San Andres
- San Juan
- San Roque
- Sumasap
- Villalin